# Barbados nos Jogos Olímpicos de Verão de 1992
Barbados participou dos Jogos Olímpicos de Verão de 1992 em Barcelona, Espanha.

## Resultados por Evento

### Atletismo
100m masculino
- Henrico Atkins
  - Eliminatórias — 10.83 (→ não avançou)

800m masculino
- Stevon Roberts
  - Eliminatórias — 1:52.30 (→ não avançou)

5.000m masculino
- Leo Garnes
  - Eliminatórias — 15:21.95 (→ não avançou)

Revezamento 4x400m masculino
- Seibert Straughn, Roger Jordan, Edsel Chase, e Stevon Roberts
  - Eliminatórias — DSQ (→ não avançou)

Salto triplo masculino
- Alvin Haynes
  - Classificatória — 15.93 m (→ não avançou)

### Vela
Classe Lechner masculina
- Brian Talma
  - Classificação Final — 394.0 pontos (→ 40º lugar)